# Comunele Bosniei și Herțegovinei

Comunele Bosniei și Herțegovinei

Comunele Bosniei și Herțegovinei sunt cele mai mici unități administrative ale țării; în total 143, din care 79 de comune sunt în entitatea Federația Bosniei și Herțegovinei și 64 de comune sunt în entitatea federală Republika Srpska.

## Comunele Federației Bosniei și Herțegovinei
- Banovići
- Bosanska Krupa
- Bihać
- Bosanski Petrovac
- Bosansko Grahovo
- Breza
- Bugojno
- Busovača
- Bužim
- Čapljina
- Cazin
- Čelić
- Centar, Sarajevo
- Čitluk
- Drvar
- Doboj East
- Doboj South
- Dobretići
- Domaljevac-Šamac
- Donji Vakuf
- Foča-Ustikolina
- Fojnica
- Glamoč
- Goražde
- Gornji Vakuf-Uskoplje
- Gračanica
- Gradačac
- Grude
- Hadžići
- Ilidža
- Ilijaš
- Jablanica
- Jajce
- Kakanj
- Kalesija
- Kiseljak
- Kladanj
- Ključ
- Konjic
- Kreševo
- Kupres
- Livno
- Ljubuški
- Lukavac
- Maglaj
- Mostar
- Neum
- Novi Grad, Sarajevo
- Novo Sarajevo
- Novi Travnik
- Odžak
- Olovo
- Orašje
- Pale-Prača
- Posušje
- Prozor-Rama
- Ravno
- Sanski Most
- Sapna
- Srebrenik
- Stari Grad, Sarajevo
- Stolac
- Teočak
- Tešanj
- Tomislavgrad
- Travnik
- Trnovo
- Tuzla
- Usora
- Vareš
- Velika Kladuša
- Visoko
- Vitez
- Vogošća
- Zavidovići
- Zenica
- Žepče
- Živinice

## Comunele Republicii Srpska
- Banja Luka
- Berkovići
- Bijeljina
- Bileća
- Kostajnica
- Brod
- Bratunac
- Čajniče
- Čelinac
- Derventa
- Doboj
- Donji Žabar
- Foča
- Gacko
- Gradiška
- Han Pijesak
- Istočni Drvar
- Istočna Ilidža
- Istočni Mostar
- Istočni Stari Grad
- Istočno Novo Sarajevo
- Jezero
- Kalinovik
- Kneževo
- Kozarska Dubica
- Kotor Varoš
- Krupa na Uni
- Kupres
- Laktaši
- Ljubinje
- Lopare
- Milići
- Modriča
- Mrkonjić Grad
- Nevesinje
- Novi Grad
- Novo Goražde
- Osmaci
- Oštra Luka
- Pale
- Pelagićevo
- Petrovac
- Petrovo
- Prijedor
- Prnjavor
- Ribnik
- Rogatica
- Rudo
- Šamac
- Šekovići
- Šipovo
- Sokolac
- Srbac
- Srebrenica
- Stanari
- Teslić
- Trebinje
- Trnovo (RS)
- Ugljevik
- Višegrad
- Vlasenica
- Vukosavlje
- Zvornik